# Ismaël Kamagate
Ismaël Kamagate, né le 17 janvier 2001 à Paris en France, est un joueur franco-ivoirien de basket-ball évoluant au poste de pivot.
En 2024, il annonce son choix de représenter la Côte d'Ivoire en compétitions internationales.

## Biographie
Ismaël Kamagate commence le basket-ball dans un club de quartier du 14e arrondissement de Paris. Il rejoint ensuite le Paris-Levallois en U15 France.
Kamagate intègre le centre de formation d'Orléans Loiret Basket en août 2017.
En juillet 2019, Kamagate rejoint le Paris Basketball, club de seconde division,.
En juin 2021, il est appelé par le sélectionneur de l'équipe de France, Vincent Collet, pour participer à la préparation des Bleus pour les Jeux olympiques de Tokyo.
Le 22 avril 2022, il se présente pour la draft 2022 de la NBA où il est potentiellement attendu au premier tour.
En mai 2022, Kamagate est élu meilleur défenseur du championnat de France de première division pour la saison 2021-2022.
Il est choisi en 46e position par les Pistons de Détroit puis envoyé aux Nuggets de Denver dans un échange lors de la draft 2022.
En juillet 2023, Kamagate s'engage pour deux saisons avec l'Olimpia Milan, en première division italienne,.
En janvier 2024, il est prêté jusqu'à la fin de saison au Derthona Basket (en), club italien de première division.

## Palmarès et distinctions individuelles
- Paris Basketball :
  - Défenseur de l’année du championnat de France pour l'exercice 2021-2022
  - MVP de la 6e journée d'EuroCoupe 2022-2023[11]
  - Sélection pour le All-Star Game LNB 2022
  - Vainqueur du All-Star Game LNB 2022

- Derthona Basket :
  - Équipe-type de la saison régulière de la Ligue des champions 2024-2025[12]